# Jamada Keizo
Jamada Keizo (Ōdate, 1927. november 30. – Kanaszaki, 2020. április 2.) japán maratonfutó.

## Életpályája
Tagja volt az első nagy japán maratonfutó-generációnak, amely meghonosította és népszerűvé tette a hosszútávfutást a távol-keleti országban. Jamada mellett Tanaka Sigeki 1951-ben, Hamamura Hideo pedig 1955-ben diadalmaskodott Bostonban, az olimpián kívüli legnagyobb presztízsű maratonin, és 1952-ben ő képviselte hazáját a helsinki olimpiai játékokon (a 26. helyen ért célba 2:38:11-es idővel). Egyik legnagyobb győzelmét 1956-ban a fukuokai viadalon aratta.
Tizenkilenc alkalommal teljesítette a 42 195 kilométeres távot Bostonban. Hazájában Ironman-nek becézik.